# Ранчо Палос Вердес (Калифорнија)
Ранчо Палос Вердес (енгл. Rancho Palos Verdes) град је у америчкој савезној држави Калифорнија. По попису становништва из 2010. у њему је живело 41.643 становника.

## Демографија
Према попису становништва из 2010. у граду је живело 41.643 становника, што је 498 (1,2%) становника више него 2000. године.
| Група             | 2000.          | 2010.          |
| Белци             | 25.979 (63,1%) | 23.323 (56,0%) |
| Афроамериканци    | 815 (2,0%)     | 1.015 (2,4%)   |
| Азијати           | 10.676 (25,9%) | 12.077 (29,0%) |
| Хиспаноамериканци | 2.339 (5,7%)   | 3.556 (8,5%)   |
| Укупно            | 41.145         | 41.643         |